# Anglizismus
Als Anglizismus bezeichnet man einen sprachlichen Ausdruck, der durch Kopie aus dem Englischen in eine andere Sprache eingeflossen ist. Dies kann in allen Bereichen eines Sprachsystems vorkommen, von der Lautung über die Formenlehre, Syntax, Semantik bis zum Wortschatz sowie in den Bereichen Sprachgebrauch und Sprachebene (Fachsprache, Alltagssprache, Slang und anderes).
Wird er durch regelmäßigen Gebrauch fester Bestandteil der entlehnenden Sprache bzw. als neue Bedeutung eines Wortes oder als neue Satzkonstruktion üblich, bezeichnet man den Ausdruck als Fremdwort, Lehnwort oder Lehnprägung. Im Laufe des Generationenwechsels kann sich der Gebrauch von Anglizismen verändern. Insbesondere die Jugendsprache zeigt eine schnelle Fluktuation ihrer Ausdrücke, da sie ja davon lebt, eine Sprechweise zu pflegen, die als frisch und der Jugend vorbehalten empfunden wird.
Der Begriff Anglizismus umfasst alle englischen Sprachvarietäten; Einflüsse speziell aus dem britischen Englisch werden auch Britizismen und solche aus dem amerikanischen Englisch Amerikanismen genannt.
Da im Entlehnungsvorgang bisweilen kein volles Verständnis über den Gebrauch des entlehnten Wortes oder Redewendung im Englischen vorliegt, kommt es mitunter zu Scheinanglizismen, deren Bedeutung nicht direkt mit der der Ursprungssprache in Deckung zu bringen ist. Deutsche Anglizismen sind somit keine englischen Wörter im Deutschen, sondern führen nach dem Kopiervorgang in die Zielsprache ein neues Eigenleben als deutsche Wörter englischer Herkunft.

## Anglizismen in der deutschen Sprache

### Erscheinungsformen
Im Deutschen treten Anglizismen am häufigsten auf der lexikalischen Ebene in Erscheinung. Man kann folgende Phänomene unterscheiden:
- Wortentlehnungen: Übernahme englischer Lexeme, die unterschiedlich stark an das Laut-, Schrift- und Grammatiksystem der aufnehmenden Sprache angepasst werden. So gilt etwa die Mehrzahl „die Killer“ und der Genitiv „des Internets“ als an das deutsche Flexionssystem angepasst. Auch weitergehende Veränderungen wie Kürzungen kommen vor, etwa bei fesch aus englisch fashionable.[1]
- Lehnübersetzungen: Eins-zu-eins-Übersetzungen der Bestandteile des fremden Wortes, wie zum Beispiel brainwashing → „Gehirnwäsche“.
- Lehnübertragungen: Übersetzung der Idee hinter der Bildung des fremden Wortes, zum Beispiel skyscraper → „Wolkenkratzer“ (nicht „Himmelskratzer“, wie es bei einer Lehnübersetzung zu erwarten wäre).
- Lehnbedeutungen: Übernahme des Bedeutungsspektrums des fremden Wortes, von dem Teilbedeutungen bereits bei einem deutschen Wort zu finden sind, zum Beispiel deutsch „Held“ im Sinne des „Theaterhelden“, die Übernahme aus dem Bedeutungsspektrum von hero.
- Scheinanglizismen: Wortschöpfungen innerhalb einer anderen als englischen Sprachgemeinschaft mit englischen Sprachelementen, darunter im Deutschen Handy, Basecap oder Service Point.[2] Oft existieren solche Wörter oder Wortgruppen auch im Englischen, jedoch mit einer anderen Bedeutung (falscher Freund). Das Wort Oldtimer etwa benennt im Deutschen als Scheinanglizismus ein altes Auto (engl.: vintage car, veteran car oder classic car), während es im Englischen generell einen alten Menschen (vergleichbar mit dem im Deutschen scherzhaft verwendeten „Oldie“) bezeichnet.[3]

Weitere Übernahmeerscheinungen sind auf anderen Sprachebenen zu verzeichnen:
- Lehnsyntax: Verwendung von englischer Syntax, die im Deutschen nicht üblich ist.
- Formenbildung: Ebenfalls eine Form des Anglizismus ist die Übernahme englischer Konjugationsformen bei Verwendung ursprünglich englischer Verben in deutschen Sätzen. Das Partizip Perfekt von Verben wird manchmal mit der Endung -ed gebildet: geprinted. Dieselbe Endung dringt dann – wohl wegen der Ähnlichkeit zur deutschen Endung -et – vereinzelt auch in die Präsensbildung ein: er printed.[4][5]
- Orthografie und Interpunktion: Benutzung der englischen statt der deutschen Schreibung; zum Beispiel:
  - Verwendung der englischen Transkription aus nichtlateinischen Schriften (wie der kyrillischen oder der arabischen),
  - Schreibung mit c in Lehnwörtern aus dem Griechischen statt der Verwendung des Kappa aus dem Ursprungswort, so Holocaust statt Holokaust.
  - Die Verwendung der englischen Kommasetzung zu den Anglizismen. So gibt es im Englischen beispielsweise keine Kommata vor that-(dass-) und anderen Nebensätzen, wohl aber innerhalb von Hauptsätzen z. B. am Satzanfang nach Adverbialen. Die eindeutige Klassifizierung als Anglizismus ist dabei schwierig.
  - Leerzeichen in Komposita (Industrie Museum), vielleicht auch wieder zunehmende Verwendung von Bindestrichen (Industrie-Museum).
- Aussprache nicht-englischer Wörter oder Namen auf Englisch (durch Deutsche), zum Beispiel der französischen Wörter Pointe, Relais und Revirement, der ersten Silbe der Wörter Journalist und Journalismus (mit d vorweg, wegen Häufigkeit vom Duden anerkannt) oder des flämischen Ortsnamens Waterloo. Hierher gehört auch die englische Aussprache der Abkürzung IT für Informationstechnik, sogar im deutschen Hörfunk und Fernsehen.
- Missverstehen eines gesprochenen französischen Wortes als eines englischen: „Sie hat ein Fabel [statt Faible] für die Nation.“[6] Ebenso: „Ein Fabel für Regenwürmer soll Charles Darwin gehabt haben.“[7]
- Unidiomatische Formulierungen wie: „Ich denke“ statt „Ich meine/glaube/nehme an“; „Das ist richtig“ statt „Das stimmt / trifft zu“; „Hab eine gute Zeit!“ statt „Viel Spaß!“; „in 2020“ statt „2020 / im Jahr(e) 2020“.

### Anzahl und Häufigkeit
Sprachwissenschaftliche Untersuchungen der Universität Bamberg stellen anhand von Material aus der Zeitung Die Welt eine Zunahme von Anglizismen in der deutschen Sprache fest. So hat sich von 1994 bis 2004 die Verwendung von Anglizismen
- bei Substantiven verdoppelt,
- die Anzahl der Verben ebenfalls zugenommen,
- auch Adjektive sind häufiger geworden, sterben jedoch auch schnell wieder aus.

Entgegen der allgemeinen Annahme, dass es beim Sprachkontakt vorwiegend zur Übernahme von Substantiven komme, wurden im untersuchten Zeitraum insgesamt etwa gleich viele Wörter aus jeder dieser drei Wortarten vom Englischen ins Deutsche entlehnt, allerdings bleiben die Substantive durchschnittlich länger im Gebrauch erhalten.
Die Anzahl der Anglizismen hat zugenommen; ebenso die Häufigkeit, mit der diese verwendet werden. Klassifiziert man die Anglizismen nach Bereichen, lässt sich feststellen, dass der Bereich „Wirtschaft“ am stärksten gewachsen ist, vor allem im Marketing und Vertrieb (siehe Geml/Lauer, 2008). Einzige Ausnahme bildet der Bereich „Wissenschaft und Technik“, in welchem eine Abnahme um den Faktor 1,6 zu verzeichnen ist. Insgesamt lässt sich festhalten, dass der Gebrauch von Anglizismen in zehn Jahren um den Faktor 1,7 zugenommen hat. Hingegen hat die Entlehnungshäufigkeit im Vergleich zum Zeitraum 1954–1964 abgenommen. Das heißt, es werden mehr Anglizismen verwendet, die Geschwindigkeit der Übernahme hat aber abgenommen. Der Grund hierfür könnte ein Sättigungsprozess sein.
In einer weiteren Untersuchung wurde ein großes Textkorpus der Gegenwart (1995–2004) mit insgesamt 381191 Lemmata ausgewertet; darunter wurden 13301 = 3,5 % Anglizismen festgestellt. Das Textkorpus hat einen Umfang von rund 10,3 Millionen Token (= einzelne Wortformen), darunter 52647 = 0,5 % Anglizismen. Von den 13301 Anglizismen sind 12726 (95,68 %) (48190 Token = 91,53 %) Substantive, 307 (2,30 %) (1654 Token = 3,14 %) Adjektive, 255 (1,92 %) (2371 Token = 4,50 %) Verben und 13 (0,10 %) (432 Token = 0,82 %) Adverbien.

### Entwicklung der Anglizismen im Deutschen
Angaben dazu, wann welcher Anglizismus ins Deutsche gelangt ist, kann man vor allem aus Herkunftswörterbüchern (= etymologischen Wörterbüchern) gewinnen. Sie haben den Nachteil, dass sie nur einen Kernbestand des Wortschatzes enthalten, und zwar vor allem den Teil, der etymologisch besonders interessant ist. Es stellt sich also die Frage, ob der Trend der Entlehnungen, der in einem solchen Wörterbuch nachweisbar ist, auch für die Gesamtsprache repräsentativ ist. Dies muss man sich bewusst machen; mangels anderer Möglichkeiten bleibt aber nichts anderes übrig, wenn man sich eine Vorstellung von dem Verlauf der Entlehnungen machen will.
Eine solche Untersuchung hat Körner am Beispiel von Duden. Das Herkunftswörterbuch 2001 durchgeführt, indem sie alle Entlehnungen erfasste, für die nach Auskunft dieses Wörterbuchs festgestellt werden kann, in welchem Jahrhundert sie aus welcher Sprache ins Deutsche gelangt sind. Speziell für die aus dem Englischen stammenden Entlehnungen kam Körner zu folgendem Ergebnis:
| Jahrhundert | Zahl der beobachteten Entlehnungen | Entlehnungen aufsummiert |
| ----------- | ---------------------------------- | ------------------------ |
| 11.         | 1                                  | 1                        |
| 12.         | 0                                  | 1                        |
| 13.         | 0                                  | 1                        |
| 14.         | 0                                  | 1                        |
| 15.         | 0                                  | 1                        |
| 16.         | 2                                  | 3                        |
| 17.         | 10                                 | 13                       |
| 18.         | 60                                 | 73                       |
| 19.         | 143                                | 216                      |
| 20.         | 303                                | 519                      |

Das Wörterbuch enthält 16781 datierbare Stichwörter, darunter 5244 Entlehnungen (Lehnwörter und Fremdwörter). Unter den Entlehnungen sind 519 datierbare Anglizismen. Man sieht, dass diese Entlehnungen aus dem Englischen erst recht spät einsetzen und dann aber eine erhebliche Dynamik entwickeln. Im 20. Jahrhundert erreichen die Anglizismen 3,1 % des gesamten erhobenen Wortschatzes beziehungsweise 9,9 % der Entlehnungen.
Statt die Übernahme von Anglizismen im Deutschen generell zu untersuchen, kann man sich auch auf ihre Ausbreitung in speziellen Bereichen, etwa in bestimmten Presseorganen, konzentrieren. So hat Müller-Hasemann die Zunahme der Anglizismen in der Zeitschrift Der Spiegel für die Zeit 1947–1979 und in den Quelle-Katalogen vom Sommer 1966 – Winter 1980/1981 erhoben. Eine ähnliche Untersuchung hat Gnatchuk am Beispiel der österreichischen KLEINE ZEITUNG durchgeführt und konnte wie schon Müller-Hasemann zeigen, dass auch in diesem Fall der Übernahmeprozess dem Piotrowski-Gesetz entspricht.

### Anpassung an deutsche Sprachgewohnheiten
Besonders schon vor längerer Zeit entlehnte Wörter haben eine Anpassung der Schreibweise erfahren, etwa Keks gegenüber älterem Cakes. Bei vor allem über den schriftlichen Verkehr übernommenen Anglizismen kann sich die Aussprache bei gleichbleibendem Schriftbild nach deutschen Aussprachegewohnheiten richten; so wird Jute heute im Deutschen gewöhnlich [ˈjuːtə] ausgesprochen, während ältere Wörterbücher noch die Aussprache [ʤuːt] verzeichnen.

### Kritik und Kontroversen
Werden die englischen Einflüsse nicht allgemein akzeptiert, etwa weil sie auf einen Jargon oder die Jugendsprache beschränkt sind, spricht man von Neudeutsch oder abwertend von Denglisch.
Eine repräsentative Umfrage über die Verständlichkeit von zwölf gebräuchlichen englischen Werbeslogans für deutsche Kunden ergab im Jahr 2003, dass einige der Slogans von weniger als 10 % der Befragten verstanden wurden. Acht der zwölf untersuchten Unternehmen hätten ihre Werbeslogans seitdem geändert. 2008 störten sich in einer Umfrage der Gesellschaft für deutsche Sprache 39 % der Befragten an Lehnwörtern aus dem Englischen. Die Ablehnung war in den Bevölkerungsgruppen am größten, die Englisch weder sprechen noch verstehen konnten (58 % Ablehnung bei der Gruppe der über 59-Jährigen, 46 % Ablehnung bei ostdeutschen Umfrageteilnehmern).
Mitunter wird auch eine unzureichende Kenntnis der englischen Sprache für die Vermischung und den Ersatz bestehender Worte durch Scheinanglizismen verantwortlich gemacht. So sprechen einer Studie der GfK zufolge nur 2,1 Prozent der deutschen Arbeitnehmer verhandlungssicher Englisch. In der Gruppe der unter 30-Jährigen bewerten jedoch über 54 Prozent ihre Englischkenntnisse als gut bis exzellent. Für bessere Sprachkenntnisse könne demzufolge effizienterer Englischunterricht beitragen und statt der Ton-Synchronisation von Filmen und Serien solle eine Untertitelung der englischsprachigen Originale mit deutschem Text erfolgen. Dies würde zugleich zu einer besseren Abgrenzung zwischen den Sprachen und einer Wahrung deutscher Sprachqualität beitragen.
Im Dezember 2014 forderte der Europapolitiker Alexander Graf Lambsdorff, neben Deutsch die englische Sprache als Verwaltungs- und später als Amtssprache in Deutschland zuzulassen, um die Bedingungen für qualifizierte Zuwanderer zu verbessern, den Fachkräftemangel abzuwenden und Investitionen zu erleichtern. Einer repräsentativen YouGov-Umfrage zufolge würden es 59 Prozent der Deutschen begrüßen, wenn die englische Sprache in der gesamten Europäischen Union den Status einer Amtssprache erlangen würde.
Ähnliche Kritik wie gegenüber den Anglizismen traf bereits ab Ende des 19. Jahrhunderts die aus dem Französischen, Lateinischen oder Griechischen stammenden Begriffe. Vereine wie der Allgemeine Deutsche Sprachverein versuchten im Rahmen des deutschen Sprachpurismus, diese Begriffe durch deutsche zu ersetzen. So sind französische, lateinische oder griechische Fremdwörter durch deutsche Wortschöpfungen ersetzt worden, z. B. Fahrkarte für Billet, Abteil für Coupé und Bahnsteig für Perron. Im Postwesen wurden auf Geheiß Bismarcks vom Generalpostmeister Heinrich von Stephan über 700 französischsprachige Begriffe durch deutsche Neuschöpfungen ersetzt. Zwar war die damalige Öffentlichkeit empört und man verhöhnte ihn als »Generalsprachmeister«, trotzdem sind Begriffe wie eingeschrieben, postlagernd und Empfangsschein heute in den allgemeinen Sprachgebrauch übergegangen und ersetzen die Fremdwörter rekommandiert, poste restante und Rezepisse.
Viele Unternehmen setzen Anglizismen in Stellenangeboten bzw. -beschreibungen ein. Kritiker vermuten, dass weniger attraktive Stellen dadurch aufgewertet werden sollen. Häufig verwendete Begriffe sind Area-Manager (weniger als der klassische Abteilungsleiter), Facility-Manager (Hausmeister), Key Account Manager (Betreuer wichtiger Kunden) oder Case Manager (ein Fallbearbeiter, siehe Fallmanagement). Um diese Entwicklung zu karikieren, wird gelegentlich der Euphemismus WC-Manager (Klomann/-frau) genannt. In Frankreich stoßen Lehnwörter und Anglizismen noch stärker auf Kritik und sollen auch durch gesetzgeberische Maßnahmen wie die Loi Toubon eingedämmt werden. Eine aktive Sprachpolitik, wie sie unter anderem in Frankreich und Island betrieben wird, um eine Anreicherung der Sprache mit Anglizismen zu unterbinden, findet in Deutschland seit Mitte des 20. Jahrhunderts nicht mehr statt.
Der Sprachwissenschaftler Rudolf Hoberg sah 2013 keine Bedrohung durch Anglizismen. Die deutsche Sprache habe schon immer englische Ausdrücke aufgenommen: „Nach der letzten Duden-Ausgabe haben wir etwa 3,5 Prozent Anglizismen, aber 20 Prozent andere Fremdwörter, über die sich die Leute meistens gar nicht aufregen.“ Ebenso lehnt er gesetzliche Regelungen wie Sprachquoten in Frankreich oder Verfassungsänderungen wie in Österreich ab, die keine Erfolge zeigten. Der Germanist Karl-Heinz Göttert nannte die Aufregung über Anglizismen „komisch“: „Sie machen weniger als zwei Prozent des deutschen Wörterschatzes aus. Da gab und gibt es ganz andere Fremdwortschwemmen. Das Englische selbst hat im Mittelalter ein Drittel aus dem Französischen entlehnt. Und die japanische Sprache hat aus dem Chinesischen 50 Prozent übernommen.“ Sie seien „ein Beweis dafür, dass Nehmersprachen kreativ und nicht knechtisch mit dem Einfluss der Gebersprachen umgehen“. Er wandte sich gegen eine „Leitkultur“ und kritisierte den Sprachpurismus mit den Worten: „Schon Jakob Grimm hat sich deshalb gegen den ärgerlichen Purismus gewendet. Es wäre besser, der Verein Deutsche Sprache würde sich auf die Grimm'sche Tradition besinnen, statt einen Grimm-Preis für Verdienste beim Anglizismen-Kampf zu vergeben.“
Auch rechtsextreme Organisationen wie die NPD stören sich oft an Anglizismen und versuchen beispielsweise das nicht allgemein anerkannte Wort „Weltnetz“ statt „Internet“ zu etablieren.

## Anglizismen in anderen Sprachen
Auch ins Russische wurden viele Anglizismen übernommen, wie man der Untersuchung von Stuhlpfarrer entnehmen kann, in der er die Daten, die aus zwei Wörterbüchern für die Zeit von 1980 bis 2004 gewonnen wurden, präsentiert:
| Jahr | Zahl der beobachteten Entlehnungen | Entlehnungen aufsummiert |
| ---- | ---------------------------------- | ------------------------ |
| 1980 | 10                                 | 10                       |
| 1981 | 4                                  | 14                       |
| 1982 | 5                                  | 19                       |
| 1983 | 8                                  | 27                       |
| 1984 | 9                                  | 36                       |
| 1985 | 7                                  | 43                       |
| 1986 | 11                                 | 54                       |
| 1987 | 20                                 | 74                       |
| 1988 | 7                                  | 81                       |
| 1989 | 8                                  | 89                       |
| 1990 | 13                                 | 102                      |
| 1991 | 17                                 | 119                      |
| 1992 | 13                                 | 132                      |
| 1993 | 19                                 | 151                      |
| 1994 | 21                                 | 172                      |
| 1995 | 23                                 | 195                      |
| 1996 | 65                                 | 260                      |
| 1997 | 89                                 | 349                      |
| 1998 | 25                                 | 374                      |
| 1999 | 31                                 | 405                      |
| 2000 | 28                                 | 433                      |
| 2001 | 30                                 | 463                      |
| 2002 | 35                                 | 498                      |
| 2003 | 34                                 | 532                      |
| 2004 | 17                                 | 549                      |

.
Es wurden also für die Jahre 1980–2004 insgesamt 549 datierbare Übernahmen von Anglizismen ins Russische (Erstvorkommen) beobachtet. Wie schon im Falle der Entlehnungen ins Deutsche folgt auch dieser Prozess dem Piotrowski-Gesetz (Stuhlpfarrer, 104.).

## Kulturpolitische Diskussion
Die Entwicklung des Englischen zur lingua franca im 20. Jahrhundert beeinflusst die meisten Sprachen der Welt. Mitunter werden einzelne Wörter ersetzt oder bei Neuerscheinungen ohne eigene Übersetzung übernommen. Diese Entwicklung wird vor allem dann skeptisch betrachtet, wenn es genügend Synonyme in der Landessprache gibt. Kritiker merken auch an, es handle sich häufig (beispielsweise bei Handy im Deutschen) um Scheinanglizismen.
In Frankreich gab es eine kulturpolitische Diskussion, die 1994 in ein „Gesetz betreffend den Gebrauch der französischen Sprache“ (Loi Toubon) führte.